# Баттенбергская разметка

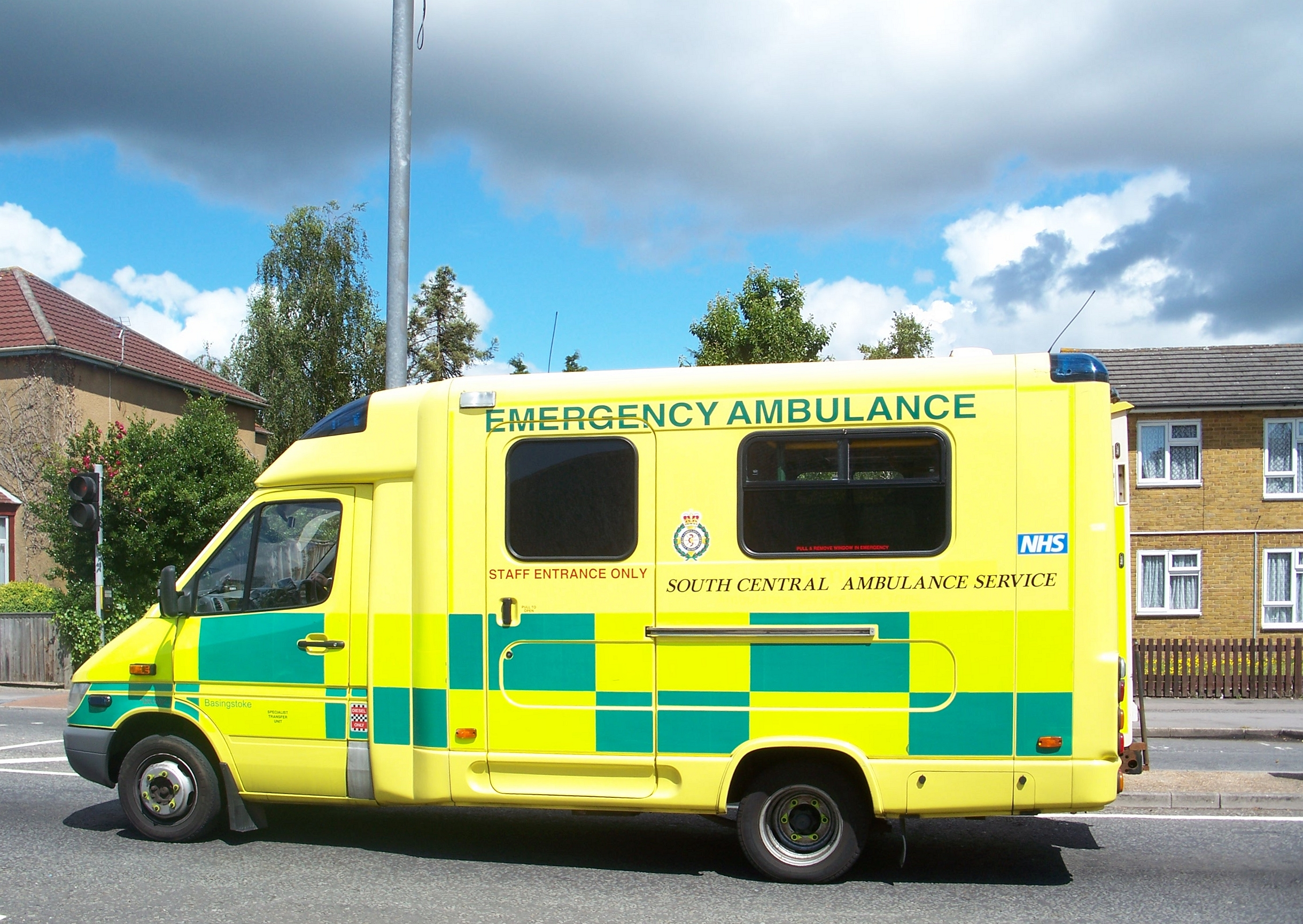
Скорая помощь в Великобритании с разметкой Баттенберг

Баттенбергская разметка, или маркировка Баттенберг, — цветографическая схема высокой видимости, используемая на бортах транспортных средств экстренных служб ряда европейских стран, а также Австралии, Новой Зеландии и Гонконга. Название происходит от сходства во внешнем виде с тортом Баттенберг.

## История

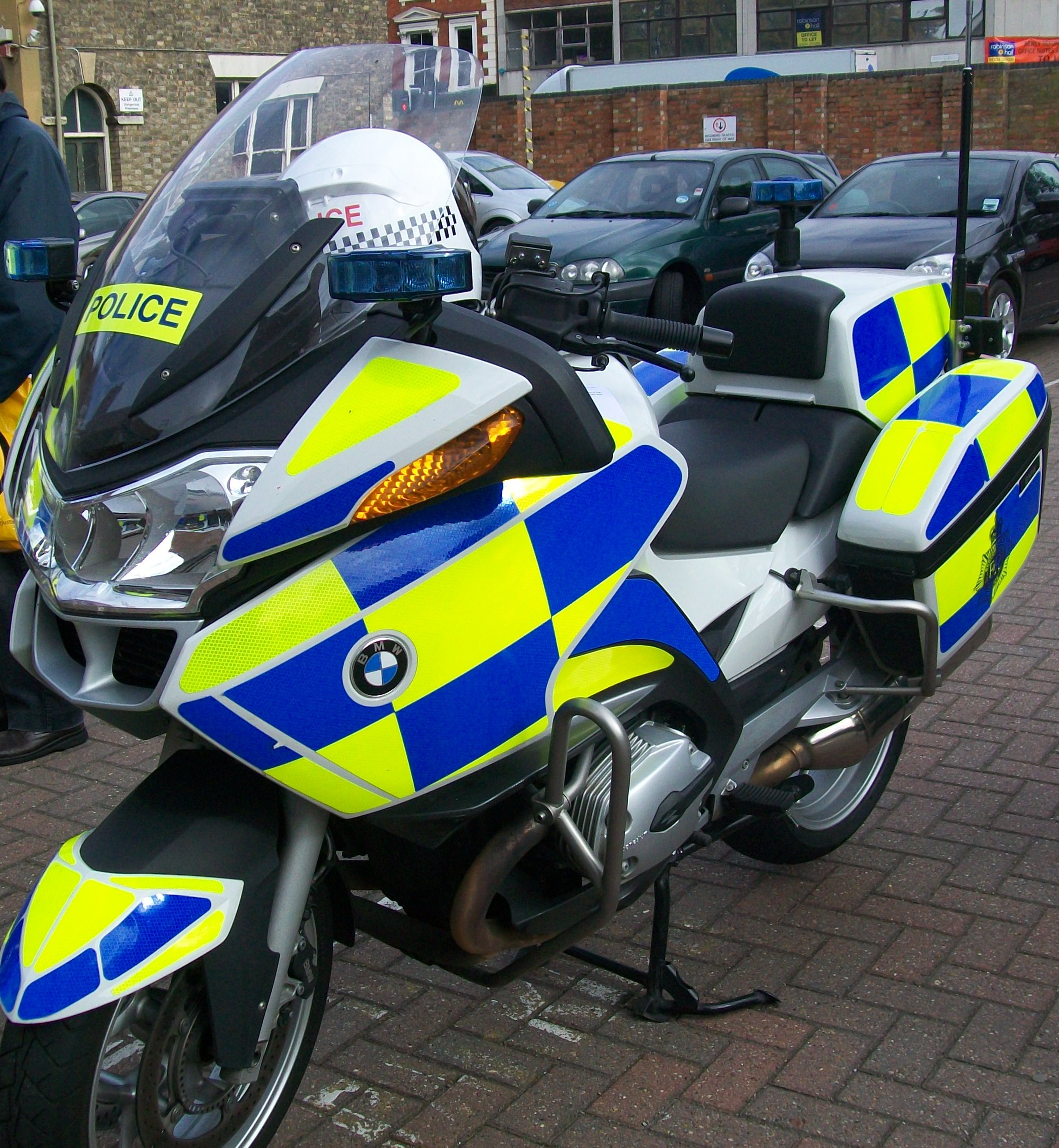
Полицейский мотоцикл со светоотражающий разметкой

Маркировка Баттенберг первоначально была разработана в середине 1990-х в Великобритании. Маркировки впервые были разработаны для использования на патрульных машинах полиции, однако со временем частные организации и гражданские экстренные службы также начали использовать подобную цветографическую разметку.
Задачей было создать «ливрею» для транспортных средств полиции, которая была бы видна и в дневное время и в свете фар на расстоянии не менее 500 метров и чётко обозначала транспортное средство.

## Видимость

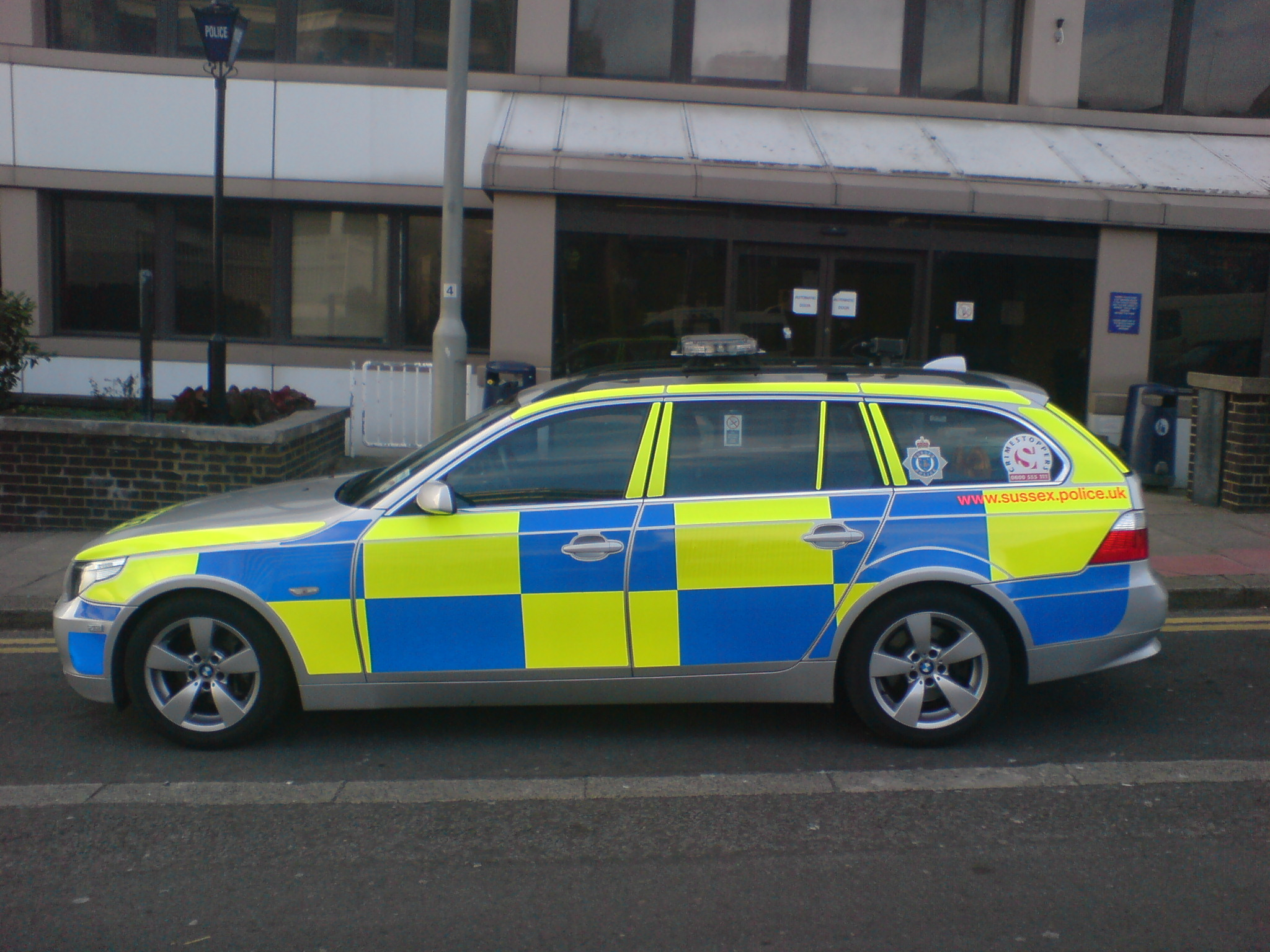
Британская полицейская машина с разметкой хорошей видимости

Баттенбергская разметка использует закономерность — чередование контрастных светлых и темных цветов, увеличивая видимость для человеческого глаза.
Баттенбергская разметка имеет два ряда прямоугольников из двух чередующихся цветов, как правило, начиная с жёлтого на верхнем углу, вдоль боковых сторон ТС. Иногда используется одна строка.
Баттенбергская разметка может вызывать камуфляжный эффект и размывает края автомобиля. Чтобы избежать этого, существуют меры:
- Прямоугольники не должны быть слишком маленькими, как минимум 600×300 мм.[1] Обычно строка состоит из семи прямоугольников (кроме того, нечетное число позволяет начинать и заканчивать строку на одном и том же цвете).
- Контур должен быть четко обозначен флуоресцентной лентой вдоль крыши.
- Не рекомендуется использовать более чем две строки.
- Гибридные разметки нужно избегать[4].

## Использование

### Великобритания

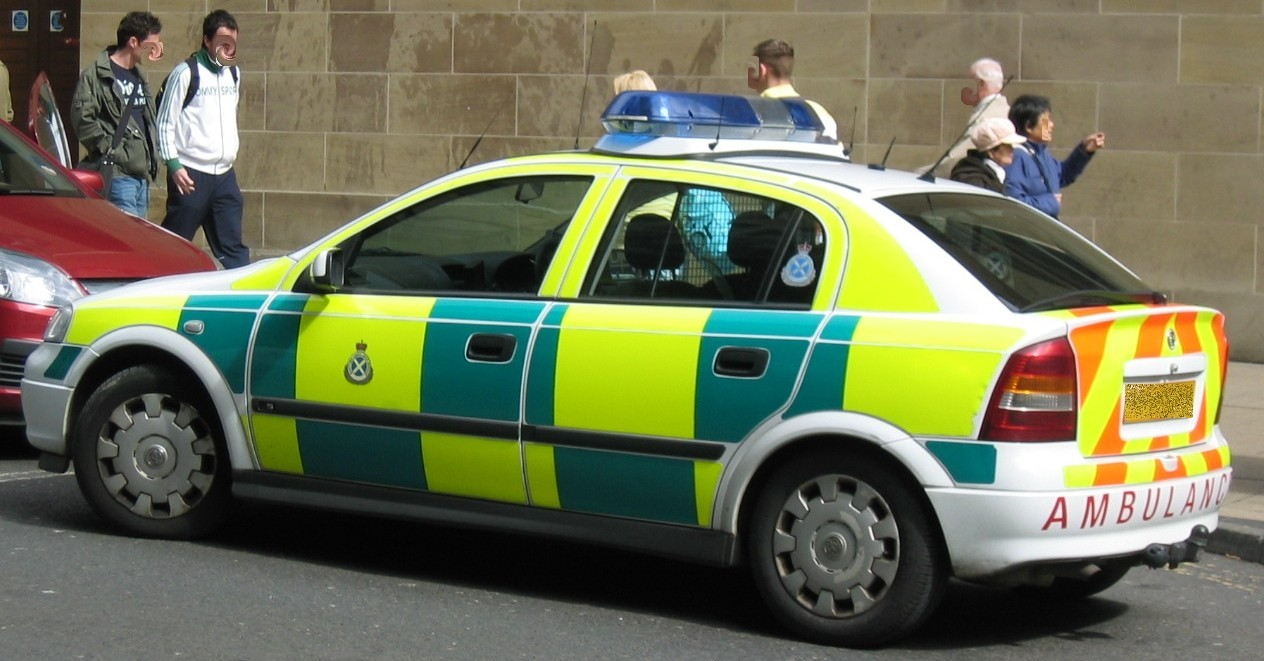
Шотландская скорая помощь с двумя рядами прямоугольников

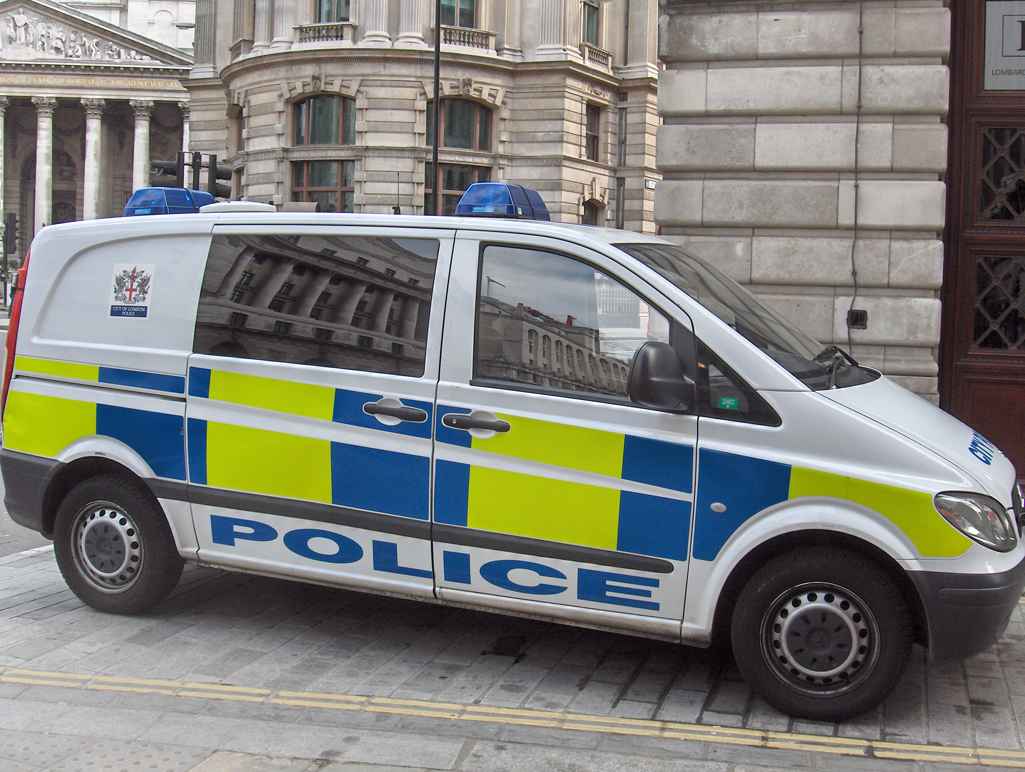
Полицейская машина Лондона с одним рядом прямоугольников

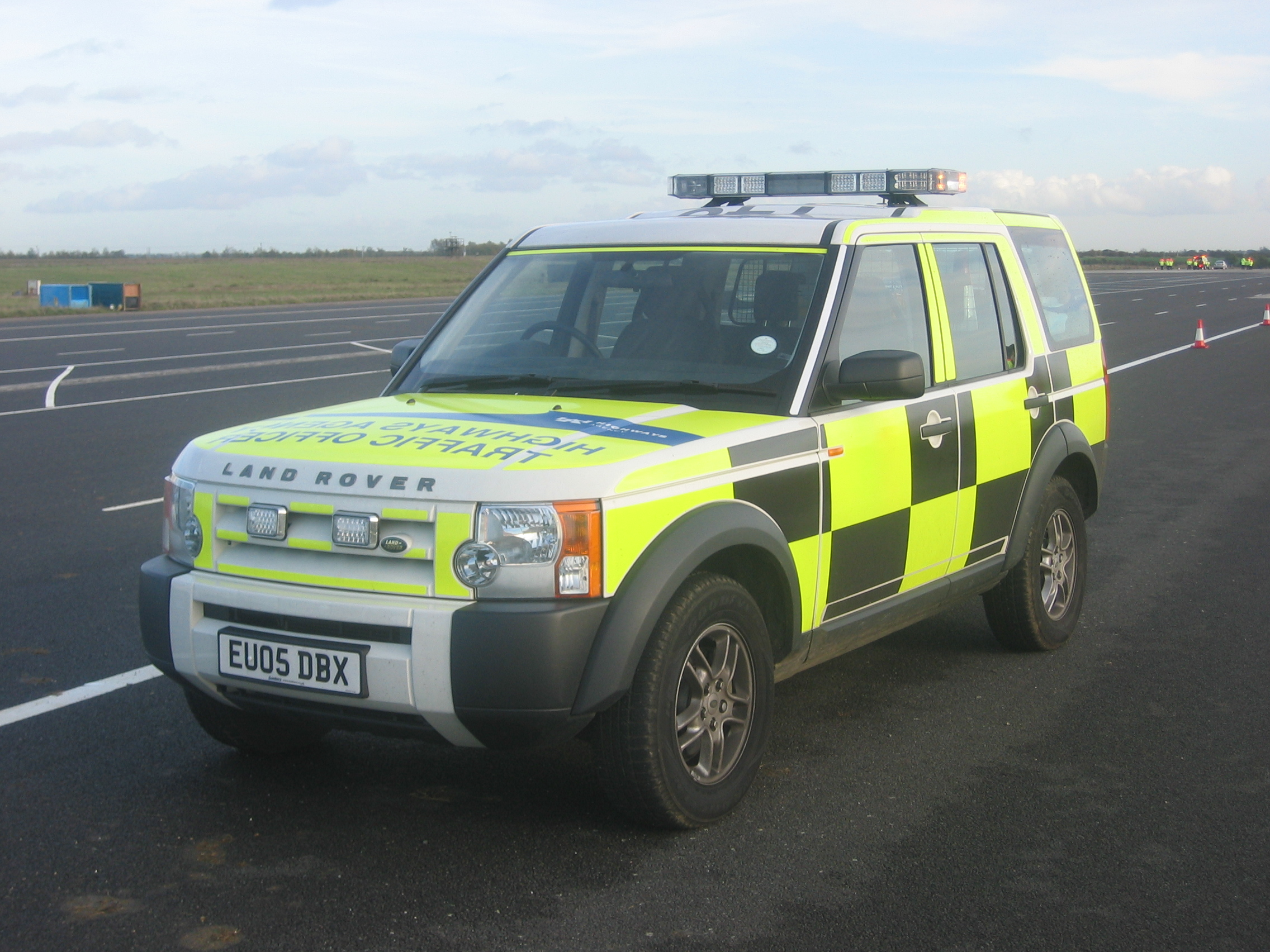
Типичный автомобиль британской дорожной службы с черно-желтой разметкой

Большинство экстренных служб Великобритании используют эту разметку на своих ТС. Для каждой службы существуют свои сигнальные цвета.
| Маркировки экстренных служб, используемые в Великобритании |                                   |                      |
|                                                            | Полиция                           | Жёлтый и голубой     |
|                                                            | Скорая помощь и доктор            | Жёлтый и зелёный     |
|                                                            | Пожарная служба и служба спасения | Жёлтый и красный     |
|                                                            | Национальная служба доноров       | Жёлтый и оранжевый   |
|                                                            | Дорожная служба                   | Жёлтый и чёрный      |
|                                                            | Железнодорожная служба            | Голубой и оранжевый  |
|                                                            | Горная служба спасения            | Белый и оранжевый    |
|                                                            | Морская охрана                    | Жёлтый и тёмно-синий |
|                                                            | Дорожные службы                   | Розовый и чёрный     |

### Гонконг

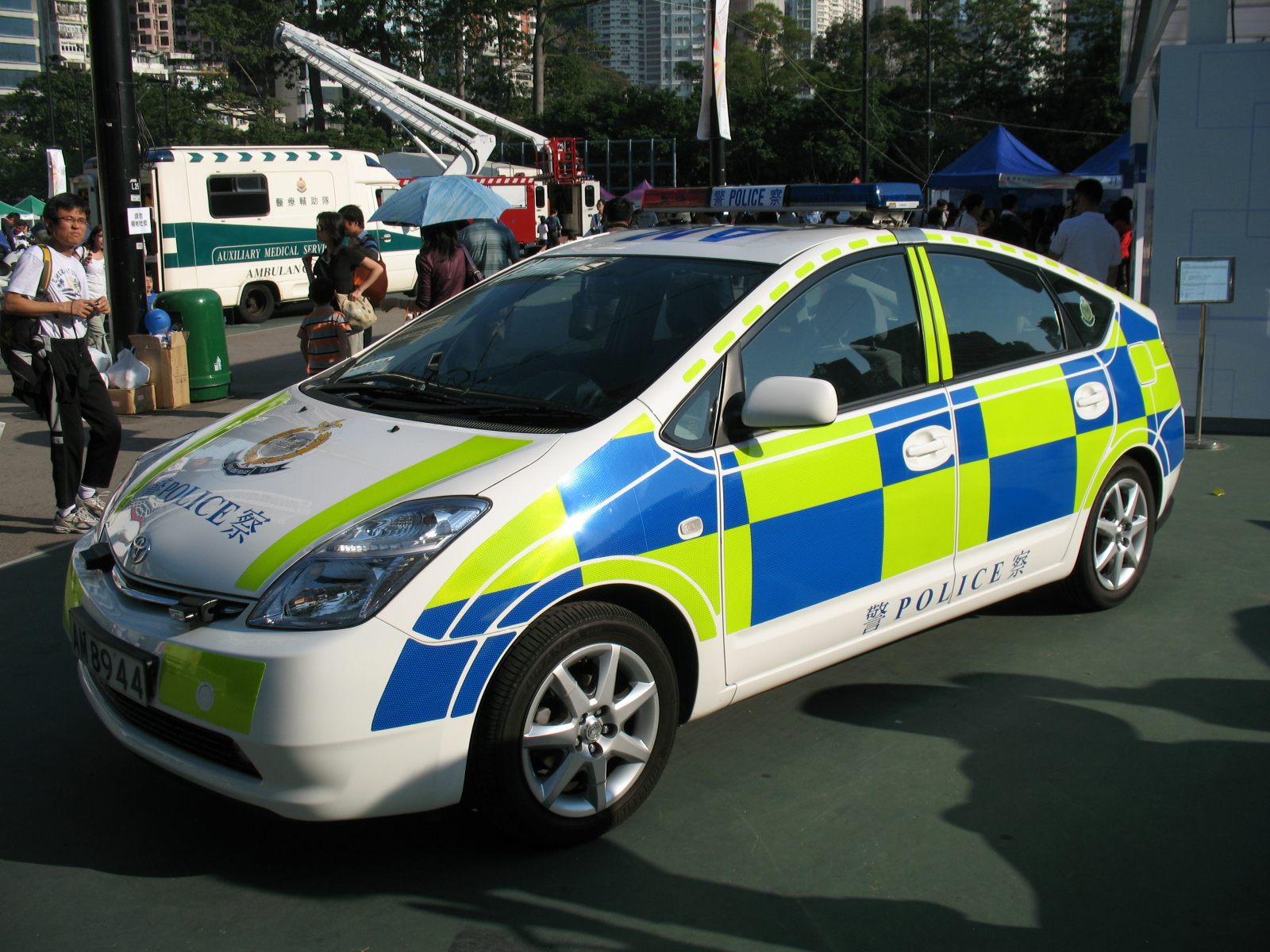
Гонконгская полиция

Некоторые службы экстренной помощи и специальные автомобили в Гонконге используют баттенбергскую разметку. Среди них полицейские силы Гонконга, пожарная служба Гонконга, вспомогательная медицинская служба Гонконга и Скорая помощь Святого Иоанна.
| Маркировка экстренных служб, используемые в Гонконге            |                                                           |                  |
|                                                                 | Полиция, дорожная полиция                                 | Жёлтый и голубой |
|                                                                 | Полиция и некоторые другие машины                         | Белый и голубой  |
|                                                                 | Пожарная служба, мобильные центры помощи пострадавшим     | Yellow / Green   |
|                                                                 | Пожарная служба, химзащита и пожарные мотоциклы           | Yellow / Red     |
| Пожарная служба, школьные автобусы                              |                                                           | Yellow / Red     |
| Пожарная служба, мотоциклы скорой помощи, грузовики парамедиков |                                                           | Yellow / Red     |
|                                                                 | Пожарная служба                                           | Белый и красный  |
|                                                                 | Вспомогательная медицинская служба, мотоциклы парамедиков | Жёлтый и зелёный |
| Скорая помощь и Скорая помощь Святого Иоанна                    |                                                           | Жёлтый и зелёный |

### Ирландия

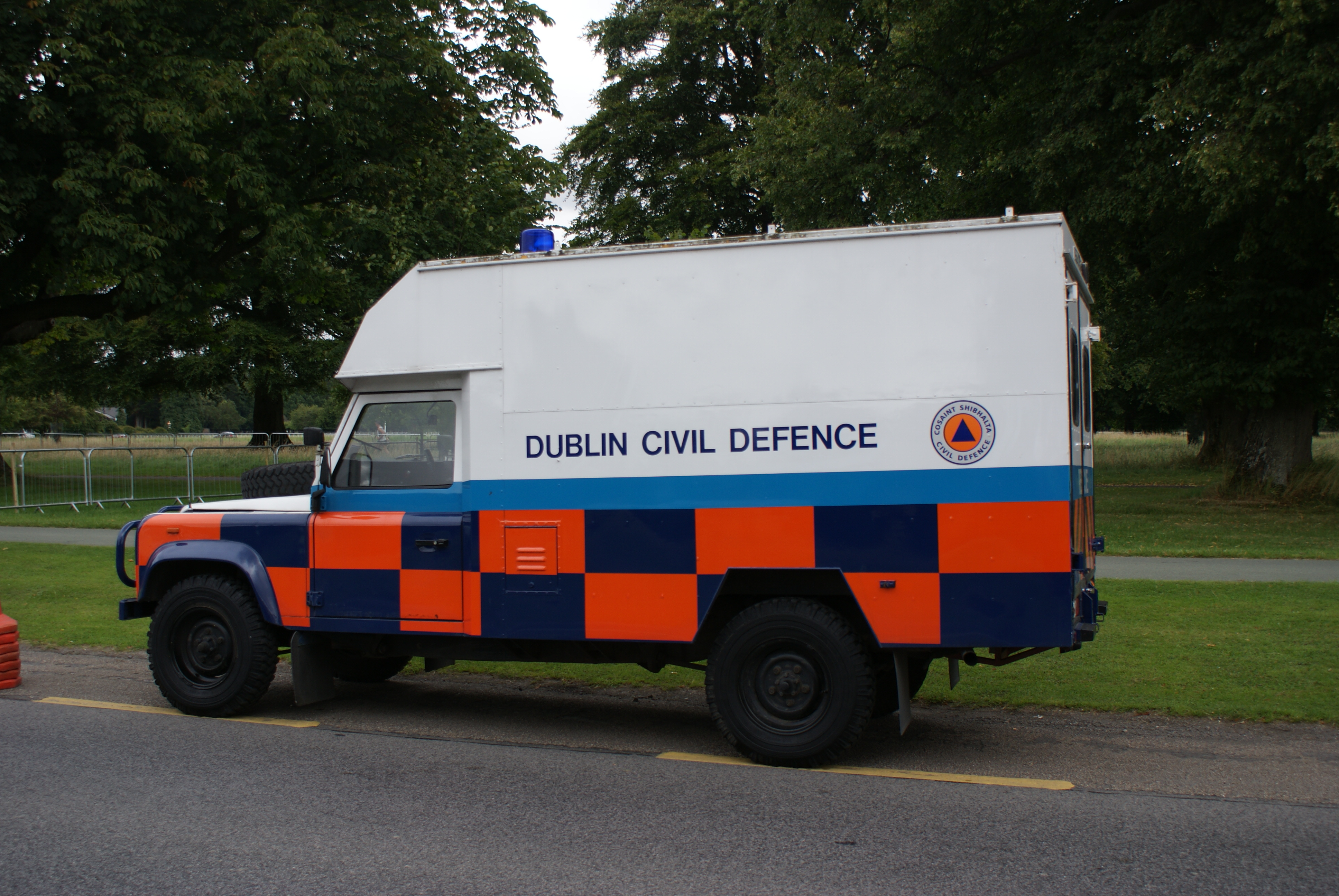
Автомобиль ГО, Ирландия

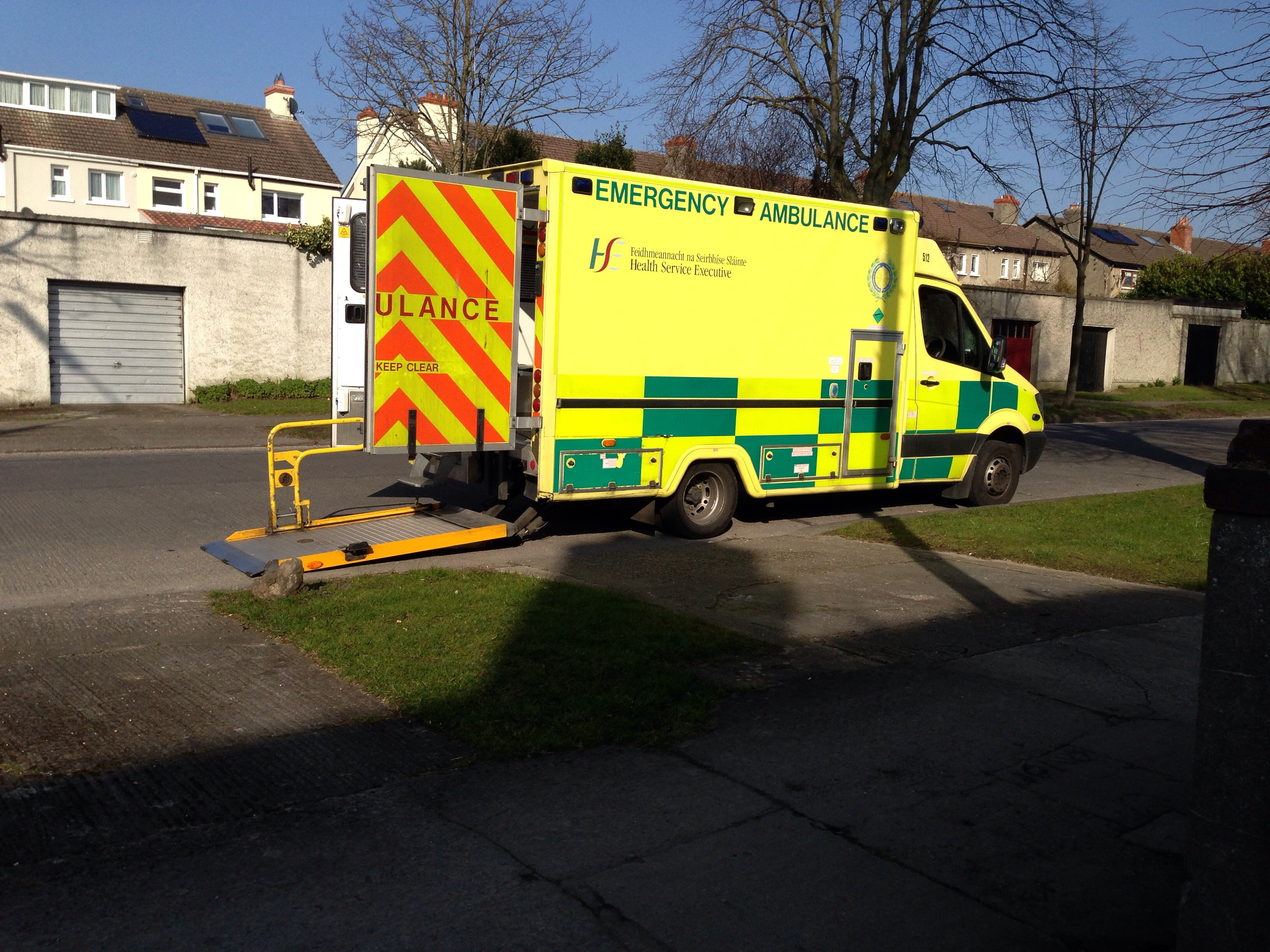
«Скорая» в Дублине

В Ирландии схожая с Великобританией система, однако используется с некоторыми поправками
| Маркировка экстренных служб, используемая в Ирландии |                                   |                   |
|                                                      | Гарда Шихана (ирландская полиция) | Жёлтый и голубой  |
|                                                      | Национальная скорая помощь        | Жёлтый и зелёный  |
|                                                      | Пожарная служба                   | Жёлтый и красный  |
|                                                      | ГО Ирландии                       | Синий и оранжевый |

### Новая Зеландия

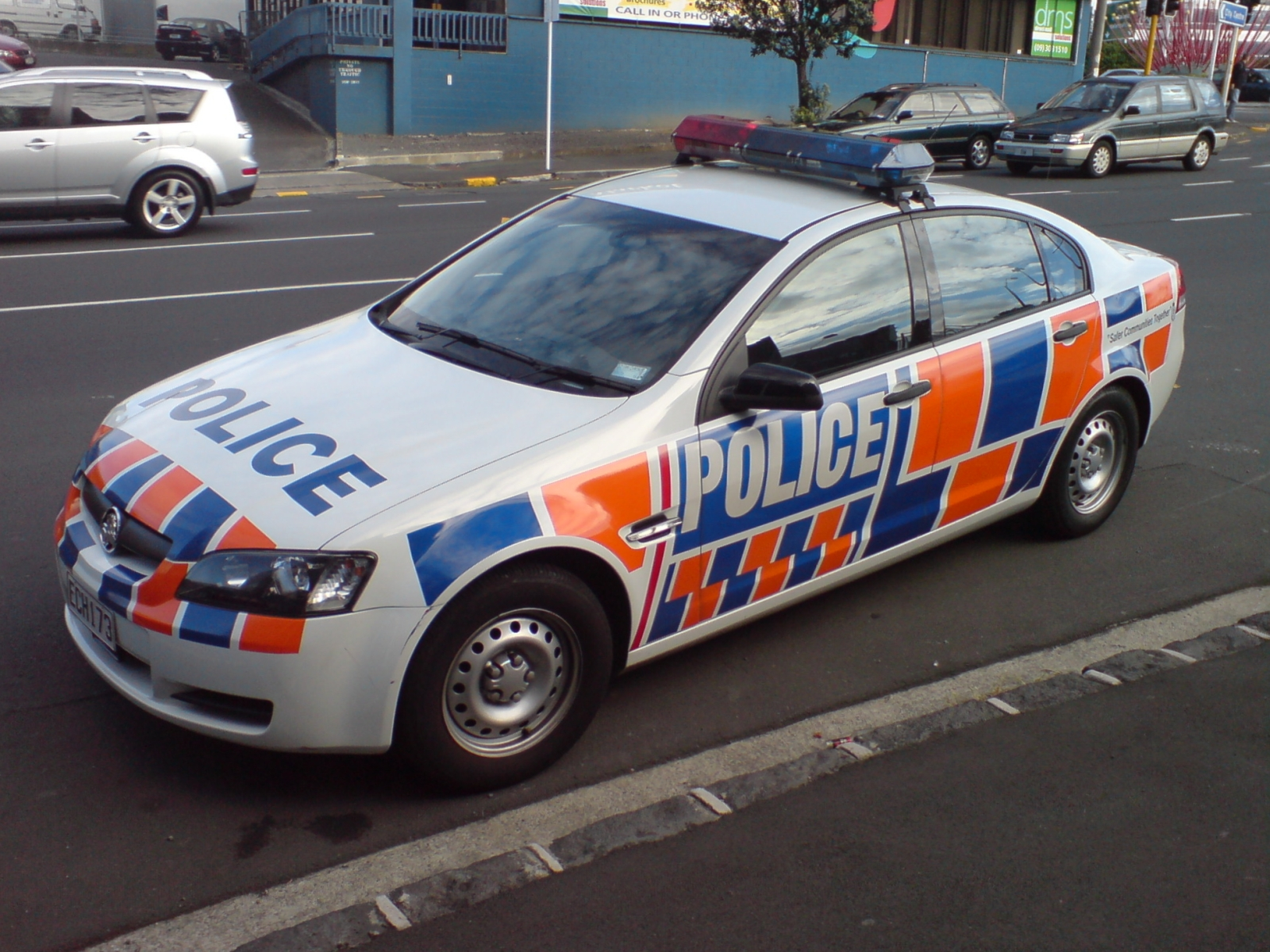
Патрульная машина новозеландской полиции — гибридный дизайн, не Баттенбергская схема

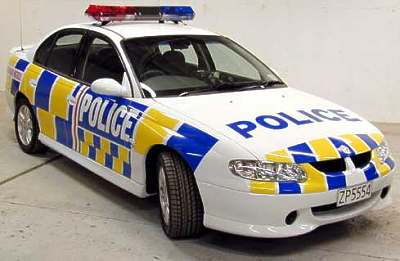
ДПС Новой Зеландии — гибридный дизайн, не Баттенбергская схема

Полиция Новой Зеландии сейчас использует желто-голубую разметку для своих ТС. До октября 2008, оранжевый и голубой будет использоваться для ТС средств с обычными целями, в то время как жёлтый и голубой зарезервирован для дорожного патруля. Схема с разметкой оранжевого и голубого цветов будет постепенно вытесняться к 2014 и все автомобили будут использовать желто-голубую разметку.

### Швеция

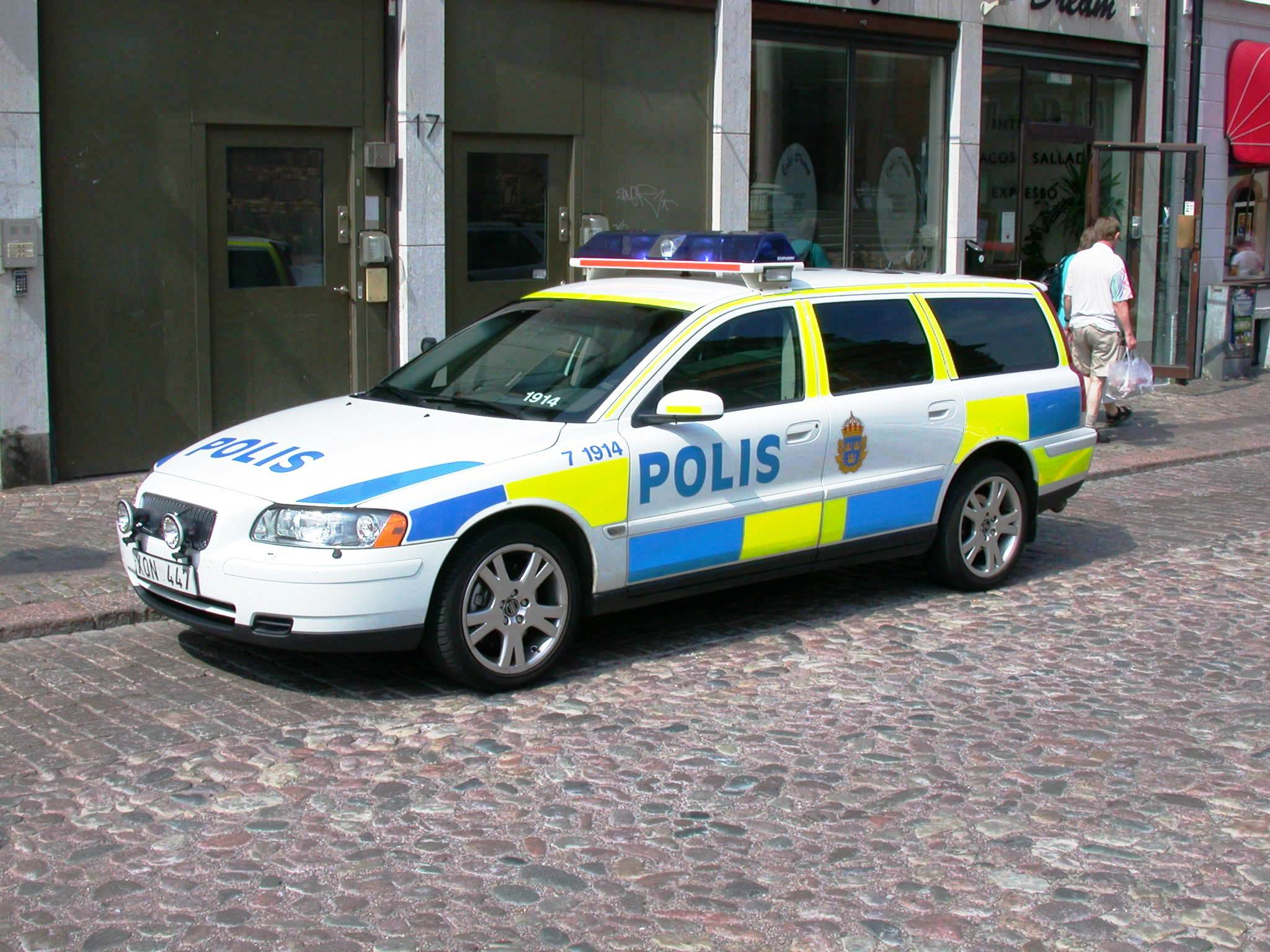
Шведская полицейская машина

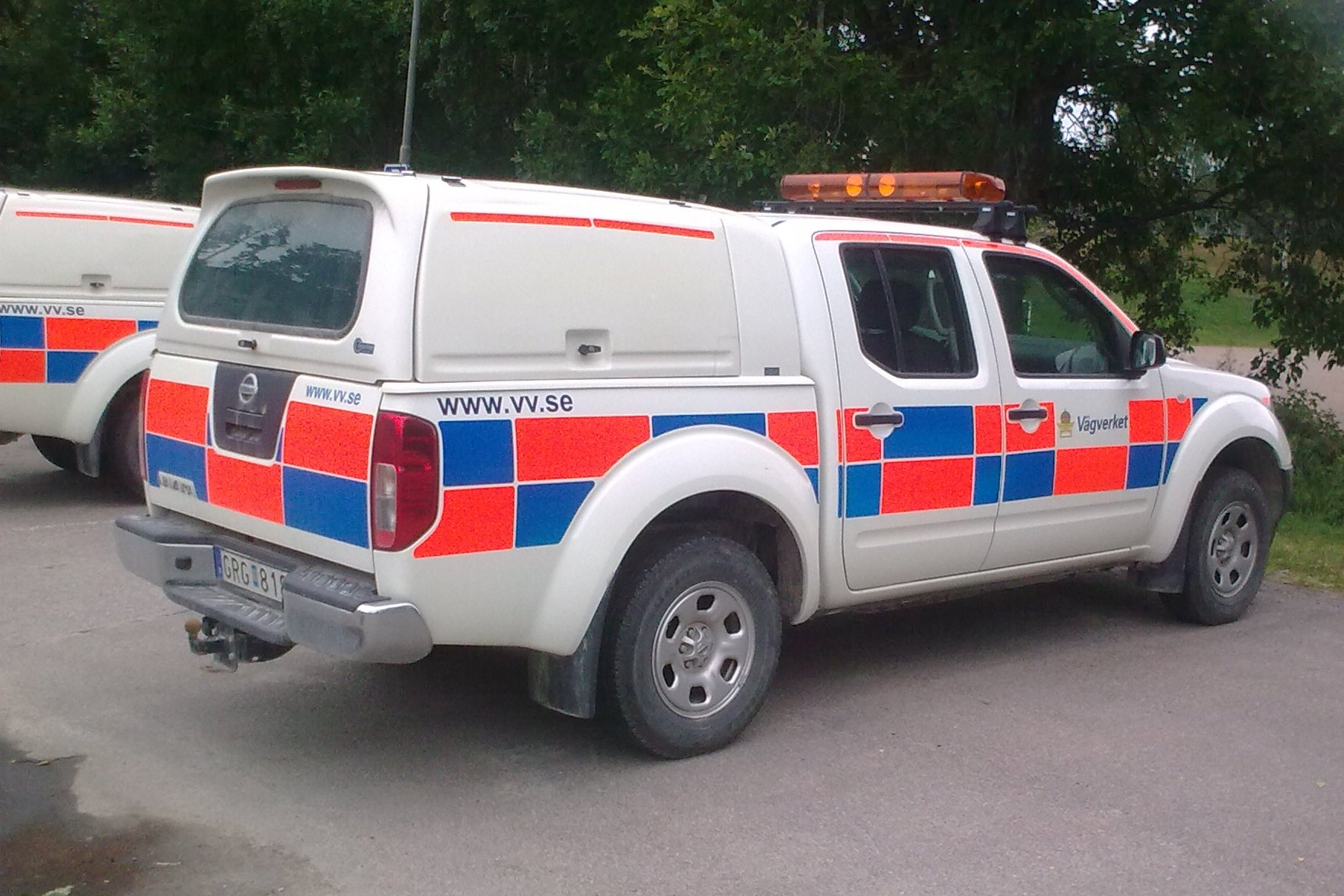
Автомобиль шведской дорожной службы

Первоначально транспортные средства шведской полиции были выкрашены в черно-белой гамме, поскольку такая расцветка была контрастна в зимнее время года. В 2005 машины начали окрашивать в желто-голубую гамму по образцу баттенбергской разметки. Позже такую разметку начали применять на автомобилях службы содержания дорог, затем эта служба приобрела собственную разметку — сине-оранжевую. Сейчас баттенбергская разметка применяется в шведской скорой помощи и пожарной службе.
| Маркировка экстренных служб, используемая в Швеции |                  |                   |
|                                                    | Полиция          | Жёлтый и голубой  |
|                                                    | Скорая помощь    | Жёлтый и зелёный  |
|                                                    | Пожарная бригада | Жёлтый и красный  |
|                                                    | Дорожная служба  | Синий и оранжевый |

### Швейцария
Первая скорая помощь, использующая баттенбергскую разметку — Служба экстренной медицинской помощи в Цофингене. С 2008 года её начали наносить на автомобили Volkswagen Crafter и Mercedes Sprinter. Использовалась бело-красная расцветка. Позже пограничная служба Швейцарии стала использовать лимонно-синюю разметку.